# Califat abbasside
 (décembre 2023).
Si vous disposez d'ouvrages ou d'articles de référence ou si vous connaissez des sites web de qualité traitant du thème abordé ici, merci de compléter l'article en donnant les références utiles à sa vérifiabilité et en les liant à la section « Notes et références ».
750–1258/1517
Entités précédentes :
- Califat omeyyade de Damas
- Dabwaïhides

Entités suivantes :
- Tahirides
- Saffarides
- Samanides
- Toulounides
- Rostémides
- Ikhchidides
- Bouyides
- Empire mongol

Le califat abbasside (arabe : الخلافة العباسية / al-ḵilāfa al-ʿabbāsiyya) est un califat sunnite qui gouverne une large partie du monde musulman de 750 à 1258.
La dynastie des Abbassides est fondée par As-Saffah, issu d'un oncle de Mahomet, Al-Abbâs. Elle arrive au pouvoir à l'issue d'une véritable révolution menée contre les Omeyyades, apparentés de manière plus éloignée au prophète de l'islam. Ils veulent un État plus profondément musulman, où les Iraniens convertis à l'islam auront une part égale à celle des Arabes. Après plus de trois ans de guerre, le général abbasside Abû Muslim triomphe des Omeyyades en 750 à la bataille du Grand Zab.
Sous les Abbassides, le centre de gravité de l'islam se déplace de la Syrie vers l'Irak où une nouvelle capitale est fondée en 762 : Bagdad. La civilisation arabo-musulmane est à son apogée, dans un empire qui s'étend de l'Ifriqiya aux rives de l'Indus. La dynastie abbasside donne naissance à d’illustres califes comme Al-Mânsur, Al-Ma’mūn ou encore le légendaire Harun ar-Rachid qui étendent la religion musulmane, la langue arabe ainsi qu'une conscience universaliste de l'islam qui caractérise tout le monde médiéval musulman.
Paradoxalement, c’est aussi sous leur direction que commence le lent déclin de la civilisation arabo-musulmane. L’empire gigantesque conquis sous les premiers califes et ensuite sous les Omeyyades a arrêté son expansion ; en Espagne puis en Égypte et en Tunisie, des souverains locaux arrachent leur indépendance et réclament le titre et la dignité califales, tandis que les dynasties iraniennes (Bouyides) et les tribus turques fraîchement converties à l’islam (Seldjoukides) prennent de plus en plus d’importance au sein de l’empire, prenant même Bagdad. Malgré ces difficultés, la fructification culturelle et le contrôle territorial (réduit) des Abbassides perdurent jusqu'au sac de Bagdad par les Mongols de Houlagou Khan en 1258. À la suite de cet événement, le califat abbasside est de facto aboli pendant trois ans, avant d'être restauré par le sultan mamelouk Baybars en 1261. Mais cette restauration est surtout symbolique : les califes abbassides qui siègent au Caire (la capitale du sultanat mamelouk) n'exercent aucune charge politique (à l'exception d'Al-Mustain pendant quelques mois en 1412) bien qu'ils continuent de revendiquer une autorité religieuse jusqu'en 1517, année de la conquête de l'Égypte par l'Empire ottoman.

## La révolte Abbasside
Au VIIIe siècle, alors qu’en Occident les Carolingiens évinçaient la première dynastie de rois francs (les Mérovingiens), en Orient les califes Omeyyades régnaient sur un territoire allant de l’Espagne à la Transoxiane. Les Arabes, habitués à des systèmes de pouvoir fondés sur la tribu guerrière, devenaient sujets d'un immense empire, animé d'une vie commerciale intense et englobant de nombreux peuples.
La révolution qui déchut les Omeyyades de leur califat ne fut pas simplement le remplacement d'une dynastie par une autre mais était animée de sentiments profondément inscrits dans le passé et la religion musulmane ; même si d'autres facteurs notamment économiques (pour les nouveaux convertis), stratégiques (habileté des Abbassides à gérer les différences) contribuèrent à leur victoire alors que d'autres révoltes avaient échoué.

### Faiblesse des Omeyyades
Les Omeyyades, surtout après la mort d'Hisham, étaient en proie à de féroces conflits  au sein de leur dynastie, et virent certains partis se liguer avec les rebelles. En plus, leur base de soutien traditionnel s'était rétrécie puisque réduite aux Syriens ; sur lesquels Marwaan (le dernier des Omeyyades) finit même par ne plus pouvoir compter à la suite de la bataille du Grand Zab.
Les maints soulèvements internes (avant celui des Abbassides) dans le vaste empire, en plus de l'épuisement militaire sur de nombreux fronts externes infligèrent de lourdes pertes financières et humaines à la dynastie omeyyade.

### L'association religieuse des mouvements
Les nombreux soulèvements au cours du règne omeyyade étaient presque tous pourvus d'un courant religieux, voire messianique, poussé par la tendance millénariste de l'époque. Dans le cas des Abbassides, leur mouvement proclama un retour aux vraies valeurs de l'Islam, se cacha derrière le nom du plus révéré et lança une révolution sous l'étendard messianique noir.

### Perte de la légitimité religieuse
Leur conversion tardive et leur opposition à Mahomet lors de la naissance de l'État islamique exposèrent la famille omeyyade à l'opposition, surtout des premiers partisans du Prophète (al-anṣār). En tant que dynastie, on considéra qu'ils avaient dévié des valeurs au cœur de la religion, le train de vie décadent, même impérial, de certains califes (notoirement al-Walīd II) jugé impie et à l'encontre de l'égalitarisme déclaré par le Coran. Les Kharijites étaient une secte qui croyait ardemment que le régime avait invalidé son droit à régner, elle resterait une source tenace de résistance.

### Questions de lignée
D'autres éléments de la communauté islamique s'opposaient aux Omeyyades selon lesquels cette dynastie se serait injustement emparée du pouvoir de la lignée de 'Alī, apparentée généalogiquement à Mahomet. Le massacre du petit-fils du Prophète, à la bataille de Karbala, attisa ces tensions même davantage. Les Abbassides purent exploiter cette faille profonde au sein de la communauté islamique et s'alignèrent sur les demandes des premiers chiites en lançant un appel à la défaite des ennemis de la famille du Prophète. Le potentiel de cet aspect se montre dans le soulèvement de Moukhtar ath-Thaqafi (685-687) qui réclama lui aussi le retour du pouvoir aux descendants de Mahomet[réf. nécessaire].

### Grandes tribus
Les califes omeyyades, qui cherchèrent tour à tour le soutien des tribus Qays et Kalb, ne parvinrent pas à gérer ces tensions (même si un nombre de califes prit des mesures pour amortir la situation). Les failles entre ces grands regroupements devinrent de plus en plus critiques, s'aggravant à la suite de la mort de al-Waliid II. Les tribus du Yaman, aliénées par un califat en faveur des Qays, constitueraient un élément important dans les forces responsables de son renversement.

### Situation des Mawālī
Dotés d'un fort sentiment tribal, mais aussi méfiants envers les personnes fraîchement converties à l'Islam, les Omeyyades privilégiaient les grandes familles arabes dans leur administration et les postes importants. Ils maintenaient une telle attitude envers les Ajam (soit les peuples iraniens, les Berbères et les peuples turcs) qui, convertis à l’islam, réclamaient les droits que le Coran leur garantissait et la stricte égalité entre Arabes et non-Arabes en conformité avec la parole du Prophète : « L'Arabe n'est pas meilleur que le non-Arabe, ou le non-Arabe que l'Arabe, le blanc au-dessus du noir ou le noir au-dessus du blanc, excepté par la piété. (Ahmad) »
Un nombre considérable de ces nouveaux musulmans furent mécontents de leur statut fiscal défavorable et du classement comme citoyens de seconde zone malgré leur appartenance à l'Oumma. Le degré de chagrin se manifesta dans leur participation au soulèvement de Moukhtar ath-Thaqafi (685-687). Le peuple maure étaient également une source de protestation pour des raisons semblables à celles des nouveaux musulmans. À un niveau plus profond, la question des mawālī constitua un problème insoluble, leur contribution considérée par l'état trop valables pour permettre la mise en œuvre d'une politique fiscale plus juste.

### Khorassan et Iraq comme foyers de rebellion
L'Irak, avec sa population importante, sa classe agricole destituée et une forte tendance chiite, était un terrain propice à une révolution, comme l'avaient déjà montré les maints soulèvements contre la dynastie Omeyyade avant le déferlement des Abbassides. La transposition des plaintes présentes ici vers le Khorassan par le biais des colons et des troupes irakiennes créa des conditions en commun dans les deux territoires. Et l'Irak et le Khorassan partageaient cette préférence pour la lignée de 'Alī, comprenaient une population importante de mawālī, s'indignaient du régime exploiteur et autocratique syrien (surtout en matière fiscale) et éprouvaient de l'amertume envers les troupes syriennes cantonnées sur leurs sols. Le Khorassan comme région à la lisière d'un vaste empire et non exploitée par un autre mouvement, était particulièrement propice à être le berceau de la révolution abbasside.
Les savants occidentaux du XIXe siècle avaient insisté sur la nature ethnique du soulèvement, soit celui d'un peuple iranien soumis à un régime essentiellement arabe. Aujourd'hui cette théorie a été largement écartée comme un modèle portant l'empreinte de la pensée nationaliste contemporaine, et réalignée sur les questions économiques et surtout religieuses.
En outre, on note des plaintes en commun et une certaine solidarité entre les colons arabes et le peuple du Khorassan. Les barrières entre la population indigène et les Arabes s'étaient donc estompées (grâce à l'interaction sur le plan économique et aux mariages mixtes) pour donner naissance à une élite arabo-persane. À l'heure de la révolution, ces colons arabes constitueraient un corps important des forces combattantes, en plus des forces non-iraniennes.

### Maîtrise des sources de tension
Pour réaliser leurs ambitions, les Abbassides maîtrisaient habilement les sources de mécontentement au sein de divers groupes et les désirs d'un renouveau pieux. Leur campagne ciblait une base de soutien (et d'opposition aux Omeyyades) aussi large que possible. Ils modifièrent leur idéologie, à l'origine extrême, pour se donner un attrait plus populaire et renforcèrent leur revendication généalogique (plutôt faible) afin de rallier les partisans du rétablissement de la famille de Mahomet. Les divisions politiques qui pondraient après la réussite de la révolution démontrent la nature creuse de ces alliances. Les Abbassides tenaient en plus à masquer l'identité exacte du chef de ce retour aux valeurs islamiques et les politiques qui seraient mises en œuvre. D'aucuns suggèrent même[source insuffisante] que les Abbassides s'étaient emparés d'un mouvement naissant au Khorassan et le redirigèrent vers leurs propres fins.

### Chute du Califat Omeyyade
Les premiers signes de révolte éclatent en 747 où Abu Muslim déploie pour la première fois l’étendard noir, emblème de la maison abbasside.  
En 749, l’armée abbasside traverse l’Euphrate et s’empare de la ville de Kûfa ; entraînant la région dans des affrontements sanglants. 
En l'an 750, les armées du calife omeyyade Marwan II rencontrent les soldats Abbassides lors de la bataille du Grand Zab. Trop confiants et sûrs de leur supériorité sur le champ de bataille les dirigeants omeyyades sous-estiment leurs adversaires. L'échec de Marwan II lors de cette bataille entraînera la famille omeyyade vers la chute. Et hormis Abd-Al-Rahman Ier, toute la famille dirigeante est massacrée et le califat omeyyade définitivement aboli. 
Les Omeyyades évincés du pouvoir, les nouveaux souverains abbassides poussent leurs frontières à l'ouest en prenant une à une les villes d'Afrique du Nord jusqu'à parvenir en 761 aux portes de Kairouan qui se situe dans l'actuelle Tunisie où ils enrayeront leur progression, préférant se concentrer sur l'Irak et l'Asie en général d'où sont issus une grande majorité des soldats abbassides.

### Fondement

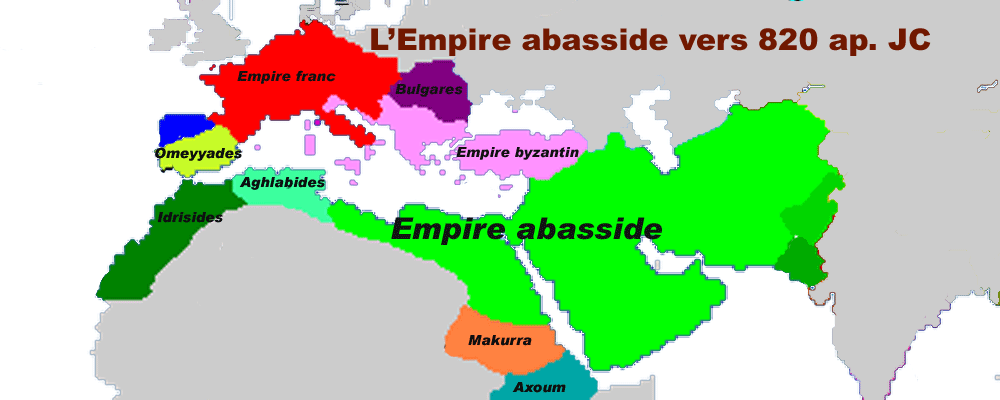
Carte de l'empire abbasside vers l'an 820.
Idrissides
Dynastie abbasside
Aghlabides
Makurie islam dès le siècle 14
Royaume d'Aksoum

Les califes Abbassides fondèrent leur revendication pour le califat en leur qualité de descendants d'Al-Abbas Ibn Abd al-Muttalib (566-662), l'un des oncles de Mahomet. C'est en vertu de cette descendance qu'ils se considèrent comme les héritiers légitimes de Mahomet, par opposition aux Omeyyades. Ceux-ci sont les descendants d'Umayya, issu d'un clan distinct de Mahomet dans la tribu Quraychite.
Les Abbassides se distinguent aussi des Omeyyades en attaquant le caractère moral et de l'administration en général. La révolte abbasside est largement appuyée par les Arabes, en particulier les colons arabes de Merv maltraités par la politique des Omeyyades, et le clan des yéménites, avec leurs mawali. Les Abbassides ont également fait appel aux musulmans non-arabes, connus sous le nom de mawali, restés en marge de la société fondée sur la parenté et la culture arabe et perçus comme une classe inférieure au sein de l'empire omeyyade. Le hachémite Muhammad ibn 'Ali, arrière-petit-fils d'Abbas, commence à faire campagne pour le retour du pouvoir de la famille de Mahomet. Pendant le règne du calife Umar II Muhammad ibn Ali mène le combat en Perse.
Pendant le règne de Marwan II, cette opposition aboutit à la rébellion de l'imam Ibrahim, le quatrième descendant d'Al-Abbas. Soutenu par la province iranienne du Khorasan, il remporte des succès considérables, mais est capturé au cours de l'année 747 et meurt en prison, peut-être assassiné. Le combat est repris par son frère Abdallah, connu sous le nom de Abu al-'Abbas as-Saffah, qui, après sa victoire au Grand Zab (750), bat les Omeyyades et est proclamé calife.

## Le califat abbasside

### L'établissement de leur règne

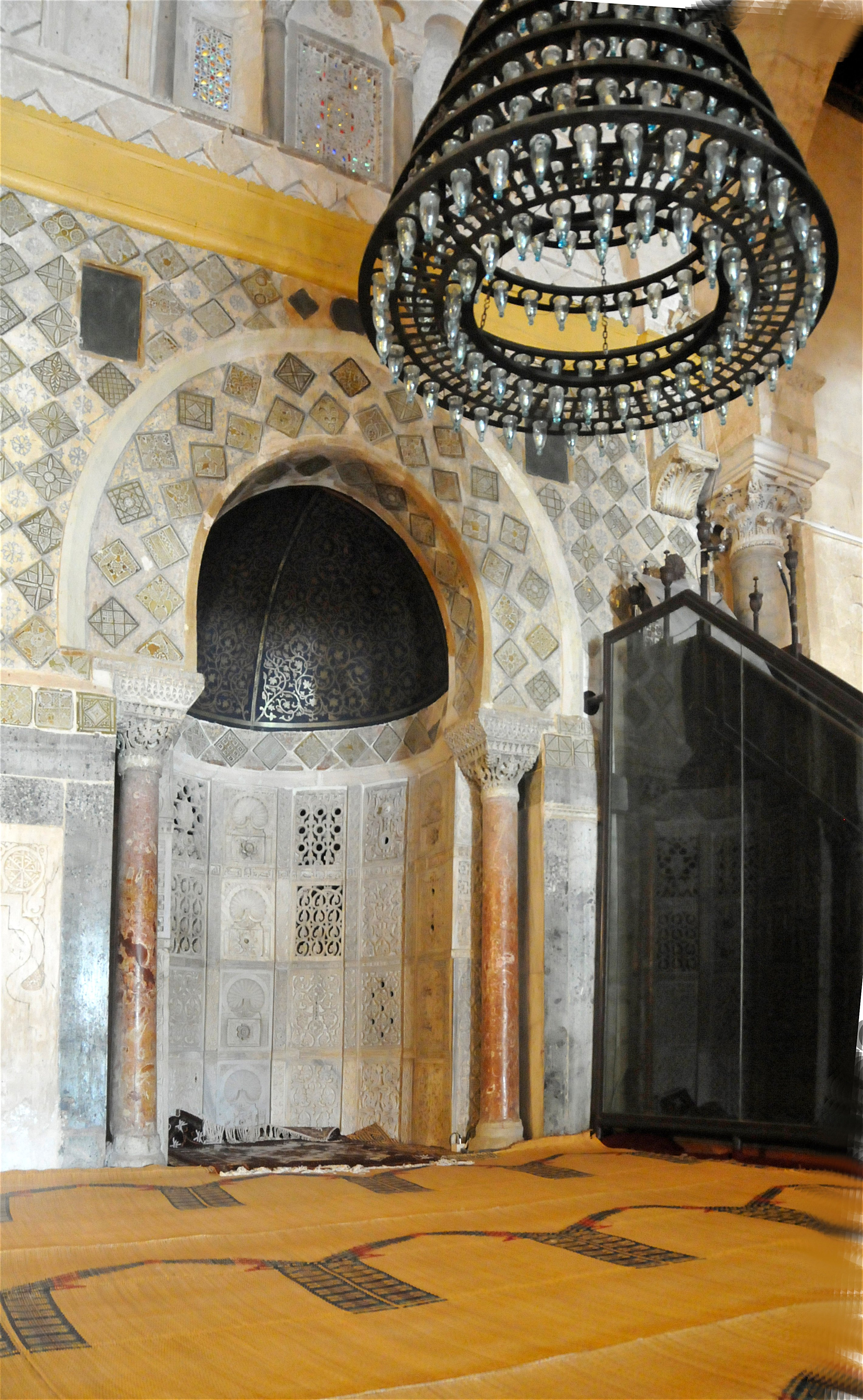
Vue du mihrab (niche de prière) de la grande mosquée de Kairouan ; ce mihrab, dont l'état actuel date du IXe siècle, est l'œuvre des Aghlabides (dynastie régnant au nom du calife abbasside), Tunisie.

Le premier calife abbasside est Abû al-Abbâs, dit as-Saffah (750-754). Immédiatement après leur victoire, les abbassides déplaceront le centre de gravité de l’empire qui était en Syrie vers l’actuel Irak, région qui avait connu déjà sous les Omeyyades un grand essor économique et culturel. La première capitale abbasside fondée par Al-Saffah lui-même fut placée dans la ville d’Hâshimiyya près de Koufa sur la rive orientale de l’Euphrate. Transférée à Al-Anbar elle se fixera finalement sur un nouvel emplacement choisi par Abû Jafar al-Mansur en 762. Les critères pour la sélection de l'endroit où la capitale serait bâtie sont très précis, située non loin de l’ancienne Ctésiphon, symbole de la substitution d'un empire par un autre est entourée de plaines fertiles. Située sur la rive occidentale du Tigre, son climat tempéré au carrefour de nombreuses voies caravanières lui confère un avantage certain pour la fondation d'une grande cité. Cette ville doit symboliser la dawla (État, dynastie). Initialement nommée Madinât Al-Salâm (ville de la paix) elle était aussi appelée la « Ville ronde » de par son plan circulaire mais celui et c'est l’appellation qui est la plus courante  est Bagdad, du nom d'un ancien village autour duquel la nouvelle capitale va se construire, en occident on la connaîtra sous le nom de Baldach.
Les débuts du nouveau califat Abbasside sont essentiellement dirigés vers la consolidation et la centralisation du nouvel État. Les premiers califes mènent la transition économique du modèle omeyyade reposant sur le tribut, le butin ou la vente d'esclaves vers une économie basée sur les impôts, le commerce et l'agriculture. De plus, en se reposant sur une armée originaire du Khorrassan extrêmement disciplinée et obéissante, mais aussi sur un système élaboré de diligences et de distribution de courrier, les chefs Abbassides parviennent à augmenter leur emprise sur les gouverneurs de province. Ces derniers, qui du temps des califes omeyyades ne payaient que peu d'impôts sous prétexte qu'ils devaient dépenser cet argent localement dans la défense des frontières du califat se devaient à présent de payer les taxes imposées par le souverain. 
La force Abbasside réside aussi dans son administration et en particulier grâce à la conversion massive des Perses qui apportent avec eux toute l'expérience acquise au sein de la cour Sassanides. L'arrivée de ces nouveaux convertis est le résultat de la promesse tenue par les nouveaux califes d'une société plus juste envers les peuples non-arabes qui dès lors s'arabisent à leur rythme en adoptant rapidement la langue arabe. De plus l'islamisation des perses augmente la pression envers les autres peuples de religion chrétienne ou juive qui adoptent aussi l'islam afin de ne pas être défavorisés dans leur accession aux postes importants.

### L'âge d'or du califat
En 786, le calife Hârûn ar-Rachîd monte sur le trône. Sous son règne, on voit se développer les villes. On peut parler d'un empire urbain, alors que dans l'État omeyyade dominaient la caste militaire arabe et la propriété rurale. Les premiers califes doivent lutter contre de nombreuses oppositions au sein du vaste empire qu'ils héritent des Omeyyades. Ils perdent très vite l'Occident : dès 756 l'Espagne se donne pour émir un Omeyyade dénommé Abd al-Rahman Ier. Au Maghreb, des États kharidjites (et autres) se constituent. En 800, le califat doit passer un accord avec les Aghlabides, qui régnaient en Algérie, en Tunisie et à la Tripolitaine libyenne : ces derniers reconnaissent l'autorité de Bagdad en échange de leur autonomie.
Afin d'assurer les alliances qui leur permettent de conquérir le pouvoir, les Abbassides imposent le retour à l'islam originel. Ils disent vouloir appliquer un islam idéal, préconisant une société sans classes, sous l'autorité d'un chef politico-religieux issu de la famille du Prophète. Les juges ou cadis sont nommés par le calife ; ils devaient appliquer la charia, unique norme admise. Dans un cadre moins religieux, un vizir est chargé de réorganiser l'administration. Il y avait en effet de nombreux fonctionnaires, divisés grosso modo en deux clans de secrétaires (kuttâb) :
1. les chrétiens nestoriens, liés au sunnisme et défenseurs de l'autorité du calife ;
2. les musulmans chiites, souhaitant au contraire affaiblir le souverain.

Sous cette dynastie, l'économie est prospère ; les villes se développent ; l’industrie, les arts et les lettres atteignent leur apogée. Les Arabes contrôlent le trafic international, par mer et par caravanes, de l’occident à l’Inde et la Chine, en passant par l’Égypte, l’Afrique et les pays slaves. Les changeurs et marchands juifs profitent de cet élan, et s’installent d’Irak vers l’Arménie, le Caucase, l’Iran et la Transoxiane, d’Égypte et de Syrie vers l’Arabie, le Yémen, l’Éthiopie et l’Afrique du nord. Puis enfin sur la mer Noire, en Russie, Italie, Espagne et dans les royaumes francs. Le développement des lettres, des sciences et des arts puise son inspiration dans la civilisation persane (Les Mille et Une Nuits) mais aussi dans les œuvres de l’antiquité classique traduites en arabe, aux modèles syriens et aux nouveautés introduites par les commerçants et les géographes.
Mais les révoltes et les troubles ne cessent pas pour autant.
Les premiers califes, Abû al-Abbâs (750-754), Abû Ja`far al-Mansûr (754-775), Al-Mahdî (775-785) et Harun ar-Rachid (786-809), doivent lutter contre les soulèvements extrémistes. Ils ne peuvent empêcher le détachement de l'Espagne (756) ni la persistance des troubles en Iran. En 803, Harun ar-Rachid élimine les vizirs de la famille des Barmécides qui avaient habilement résolu les problèmes soulevés par l'agitation chiite. Celle-ci s'accroit sous le règne d'Al-Mamun (813-833) qui, après avoir défait son frère Al-Amin (809-814), favorise les influences iraniennes, adopte le motazilisme et choisit temporairement un Alide comme héritier afin de se rallier le chiisme modéré. Mais cette alliance n'empêche pas la révolte des mercenaires turcs ni les effets d'une profonde crise financière, qui amènent les Abbassides à quitter Bagdad et à s'installer dans la ville nouvelle de Samarra (833-892).
Jafar al-Mutawakkil (847-861) renonce au motazilisme et réagit contre les chiites, les chrétiens et les juifs. L'unité de l'Empire n'en est pas préservée pour autant : les Tahirides (820-872), les Saffarides (867-903), puis les Samanides (874-999) en Iran ; les Toulounides (879-905), puis les Ikhchidides (935-969) en Égypte et en Syrie, deviennent indépendants de fait.

#### Les institutions
Les Abbassides reprennent les traditions administratives des sassanides. L’administration centrale est formée de bureaux ou offices (diwan) tenus par un corps de secrétaires (kuttab) : le bureau de l’impôt foncier (diwan al kharâdj), le bureau des domaines (diwan al diya), le bureau du Trésor (bayt al Mal), le bureau de la chancellerie (diwan al rasail), le bureau de l’armée (diwan al djaish). La poste (barid) a un rôle très important de communication et de renseignement.
Les provinces sont dirigées par des gouverneurs (Khatib, puis émir et wali). Au début de l’Empire, leur gouvernement est souvent de courte durée car ils sont tentés de s’enrichir très vite et sont dénoncés par les hommes de la poste. Les finances des provinces sont confiées à un directeur des impôts (amil), la justice dépend du cadi. L’administration régionale comprend en outre les chefs de l’armée, le chef de la police, les intendants des domaines califiens et le maître de la poste. Le sahib al nazar fil mazalim est chargé d’enquêter sur les doléances émises contre les fonctionnaires. Un magistrat (muhtasib) est chargé de la police des marchés.
Après la fondation de Bagdad, nouvelle capitale, par al-Mansur en 762, les fonctionnaires syriens qui parlaient grec sont remplacés par des Iraniens arabophones et l’organisation de l’empire est calquée sur le modèle sassanide. L’empire devient de plus en plus administratif. De véritables dynasties iraniennes fournissent les grands commis de l’État, comme les Barmécides. En se rapprochant des provinces orientales, le pouvoir du calife s’appuie sur les populations de l’ex-empire sassanide mais renonce à la Méditerranée et à exercer un contrôle sur les provinces de l’Occident.

#### Le statut des femmes
Contrairement à l'époque précédente, les femmes de la société abbasside sont absentes de tous les domaines des affaires centrales de la communauté. Alors que leurs ancêtres musulmanes menaient les hommes au combat, lançaient des rébellions et jouaient un rôle actif dans la vie communautaire, comme en témoigne la littérature hadith, les femmes abbassides sont tenues à l'écart dans des harem. Les conquêtes ont apporté d'énormes richesses et un grand nombre d'esclaves à l'élite musulmane. La majorité des esclaves sont des femmes et des enfants, dont beaucoup de dépendants ou de membres du harem des classes supérieures sassanides vaincues. À la suite des conquêtes, un homme de l'élite pouvait potentiellement posséder un millier d'esclaves, et les simples soldats pouvaient avoir dix personnes à leur service.
Nabia Abbott, éminente historienne des femmes du califat abbasside, décrit la vie des femmes du harem comme suit :

« Les femmes les plus choisies étaient emprisonnées derrière de lourds rideaux et des portes verrouillées, dont les ficelles et les clés étaient confiées aux mains de cette misérable créature – l'eunuque. Au fur et à mesure que la taille du harem augmentait, les hommes se livraient à la satiété. La satiété au sein du harem individuel signifiait l'ennui pour un seul homme et la négligence pour les nombreuses femmes. Dans ces conditions ... la satisfaction par des moyens pervers et contre nature s'est glissée dans la société, en particulier dans ses classes supérieures. »

La commercialisation des êtres humains, en particulier des femmes, en tant qu'objets à usage sexuel signifiait que les hommes de l'élite possédaient la grande majorité des femmes avec lesquelles ils interagissaient et qu'ils entretenaient avec elles les mêmes relations que des maîtres avec des esclaves. L'appartenance à un harem donnait aux épouses et à leurs enfants peu d'assurance de stabilité et de soutien en raison de la politique volatile de la vie de harem.
Les hommes de l'élite ont exprimé dans la littérature l'horreur que leur inspire l'humiliation et la dégradation de leurs filles et de leurs parentes. Par exemple, les vers adressés à Abu’l-Hasan Ali ibn al-Furat (ar) à l'occasion de la mort de sa fille  :

« À Abu Hassan, je présente mes condoléances.

Dans les moments de désastre et de catastrophe

Dieu multiplie les récompenses pour les patients.

Être patient dans la misère

équivaut à remercier pour un cadeau.

Parmi les bénédictions de Dieu sans doute

est la préservation des fils

et la mort des filles. »

Malgré ces conditions défavorables, les courtisanes esclaves (qiyans et jawaris) et les princesses ont produit une poésie prestigieuse et importante. Suffisamment de sources nous sont parvenues nous donnant accès aux expériences historiques des femmes et révélant des figures vivantes et puissantes, telles celles de la mystique soufie Raabi'a al-Adwiyya (714-801 de notre ère), la princesse et poétesse 'Ulayya bint al-Mahdi (777-825 de notre ère), et les chanteuses Shāriyah (en) (v. 815-870 de notre ère), Fadl Ashsha'ira (en) (m. 871 de notre ère) et Arib al-Ma'muniyya (797-890 de notre ère).
Chaque épouse du harem abbasside dispose d'une maison ou d'un appartement supplémentaire, avec son propre personnel asservi composé d'eunuques et de servantes. Lorsqu'une concubine donne naissance à un fils, elle est élevée au rang de umm al-walad et reçoit également des appartements et des serviteurs (esclaves) en cadeau.

#### Une économie agraire
Le régime des terres dans l’empire abbasside est déterminé par la conquête, qui a fait de la communauté musulmane la propriétaire des terres. Le calife, qui la représente, peut en disposer à son gré. Il existe en fait plusieurs catégories de propriété : les terres privées des populations non musulmanes au moment de la conquête, qui peuvent être conservées contre le paiement du kharâdj et être vendues et léguées ; les terres privées des musulmans, terres libres (mulk), acquises par achat auprès des propriétaires autochtones, sont soumises à la dîme ; les domaines publics, provenant des confiscations qui ont suivi la conquête, sont soit exploités directement par les intendants du calife, soit concédés à des particuliers ou à des groupes (qataï : retranchement) ; les biens waqf sont cédés par des fidèles à des fondations pieuses (mosquées, écoles, hôpitaux…) et sont inaliénables.
Les paysans sont le plus souvent des métayers. L’irrigation, héritée du monde antique (crue du Nil en Égypte, canaux en Mésopotamie, puits à balancier (chadouf), roue mue par des animaux (noria), barrages en Transoxiane, au Khuzistan et au Yémen, galeries souterraines au pied des montagnes en Iran (qanat) ou au Maghreb (rhettaras), repose sur une solide organisation communautaire et l’intervention de l’État. On laboure toujours avec l’araire et la terre reçoit peu d’engrais par suite de la faiblesse de l’élevage. 
La production agricole est stimulée par la demande des grandes agglomérations et des milieux aristocratiques. Les produits végétaux dominent : céréales (blé, riz), fruits (abricots, agrumes), légumes, huile d’olive (Syrie et Palestine, réservée aux riches), de sésame (Irak), de rave, de colza, de lin ou de ricin (Égypte), viticulture (Syrie, Palestine, Égypte), dattes, bananes (Égypte), canne à sucre. L’élevage reste important pour la nourriture, pour la fourniture de matières premières (laine, cuir) et pour le transport (chameaux, dromadaires, chevaux turco-mongol ou pur-sang arabes). Le mouton est présent partout mais l’élevage du buffle se développe (marais du bas Irak ou de l’Oronte). Les petits élevages de volailles, de pigeons et d’abeilles correspondent à une demande importante dans les classes aisées. La nourriture du peuple, très frugale, est essentiellement végétarienne (galette de riz, bouillie de blé, légumes et fruits).

#### Le problème de l'armée
Après la guerre civile entre Al-Amin et son frère Al-Ma’mūn (809-813), les troupes venues du Khorasan remplacent les troupes syriennes pour la défense du Califat. Le calife Al-Mu`tasim (833-842) décide de s’entourer d’une garde choisie parmi les ghulams, esclaves militaires le plus souvent d’origine turque. Ce système prend fin dans les années 860 après les assassinats successifs de quatre califes, et remplacé par une garde mamelouk constituée d'esclaves turcs razziés jeunes en Asie centrale et dans les steppes, élevés soigneusement dans une orthodoxie simple, pour assurer leur loyauté à leurs maitres. Parallèlement, après 840, se développe le système de l’iqtâ : le calife attribue à des officiers le kharâdj (impôt foncier) d’un district, à charge pour eux de payer les soldes de leurs troupes. Les militaires peuvent facilement accroître leurs biens au détriment des petits paysans libres. Avec l’emploi de troupes serviles recrutées hors de l’islam, faciles à acheter et à modeler, l’idéal politique islamique d’une oumma assurant elle-même la défense et l’extension du dâr al-islâm échoue. Le recours au recrutement servile signifie à terme la rupture entre la société civile, les forces militaires et le pouvoir politique. Cette évolution explique l’effondrement du pouvoir califal et le rôle pris, à partir des années 936-945, par le commandant en chef de l’armée. À partir du règne al-Mu'tadid l’épuisement du trésor du calife s’accentue. Les révoltes Qarmates aggravent la situation. Les militaires prennent de plus en plus d’importance. Les répercussions sur le commerce et la vie rurale des révoltes des Zenj et des Qarmates affaiblissent le régime. L’arrière-pays de Bagdad voit son agriculture décliner par suite des difficultés d’entretien des canaux, lors des troubles qui précédent la prise de pouvoir par les Bouyides (945).

### Le déclin et la chute

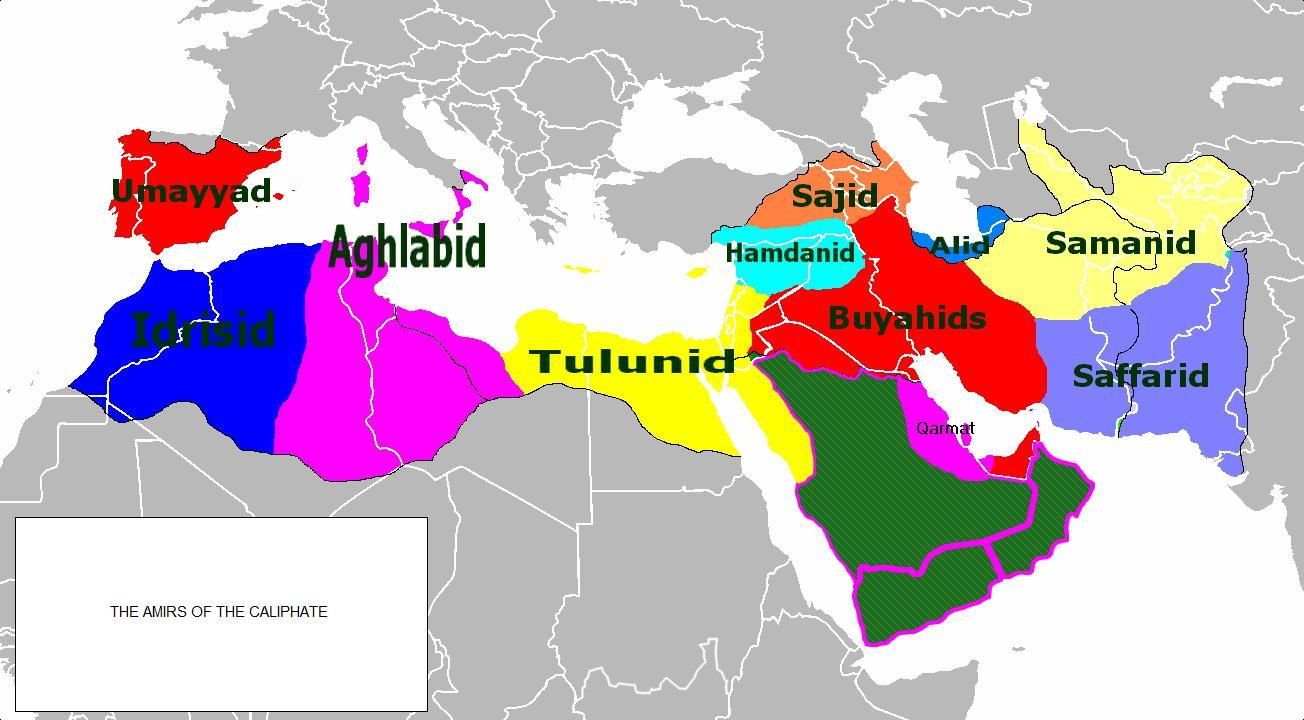
La division du monde musulman au X.

En Irak même, la révolte des esclaves noirs des plantations est réprimée par Al-Muwaffaq, frère du calife Al-Mutamid (870-892).
Les califes al-Mu'tadid  (892-902) et Al-Muktafi (902-908) s'imposent en Irak. Mais la révolte ismaélienne remet l'autorité des Abbassides en cause. En 909, le onzième imam ismaélien Ubayd Allah al-Mahdi fonde la dynastie fatimide et prend le titre de calife au Maghreb. 
Les Bouyides, chiites iraniens, fondent une dynastie en Iran (932-1055). Le prince bouyide Muizz ad-Dawla Ahmad prend Bagdad (945) et, sans destituer le calife, il obtient les pleins pouvoirs avec le titre de « Prince des Princes » (Amir al-umara). Aussi, tout en conservant un pouvoir théorique sur l'Islam sunnite, les califes sont-ils démunis de tout pouvoir réel. Les Bouyides sont écartés par les Turcs seldjoukides (1055). Ces derniers combattent vigoureusement en faveur du sunnisme. L'immigration turque vers le Proche-Orient s'accentue.
L'État peut aussi compter sur un autre pilier : l'armée, composée de Khorassaniens fidèles au souverain, mais aussi d'Arabes souvent moins fidèles, notamment ceux des régions proches des frontières.
Au fil des siècles, le pouvoir des califes s'affaiblit peu à peu, victime notamment des affrontements constants entre sunnites et chiites, mais aussi de nombreuses révoltes. Excepté Al-Mustazhir (1094-1118) et An-Nasir (1180-1225), les derniers califes abbassides sont faibles, plus des suzerains que des souverains. Cependant, l'investiture du calife de Bagdad reste une source de légitimité importante pour les dynasties sunnites : Seldjoukides, Almoravides et Ayyoubides. Son prestige se trouve même renforcé avec la disparition des califats rivaux, Omeyyades de Cordoue et Fatimides du Caire.
Le dernier calife, Al-Musta'sim, croit pouvoir intimider les conquérants mongols en se présentant comme le maître de « tout le peuple qui prie Dieu ». Grave erreur d'estimation. En s'emparant de Bagdad le 10 février 1258, les Mongols commandés par Houlagou Khan mettent fin au califat abbasside de Bagdad et l'exécutent,.

## Les Abbassides en Égypte (sous tutelle mamelouk)
Les survivants du massacre sont accueillis en Égypte par les sultans mamelouks, où ils perpétuent symboliquement la dynastie abbasside. Leur présence permet aux sultans mamelouks, gardiens des lieux saints de l'islam, de revendiquer une primauté honorifique dans le monde musulman. En 1517, la conquête ottomane transfère la puissance califale à l'Empire ottoman. Le dernier Abbasside Al-Mutawakkil III, lègue ses pouvoirs au sultan Selim Ier.

## Sources
- William Muir, (en) The caliphate its rise, decline, and fall from original sources
- (ar) العباسيون/بنو العباس في بغداد Abbassides de Bagdad (749-1261)
- (ar) العباسيون/بنو العباس في القاهرة Abbassides du Caire (1261-1517)